# Simón Bolívar
Simón José Antonio de la Santísima Trinidad Bolívar y Palacios Ponte Blanco [bolibar] (24. července 1783 San Mateo u Caracasu, Nová Granada, dnes Venezuela – 17. prosince 1830 Santa Marta, Kolumbie) byl venezuelský generál a politik, jeden z hlavních představitelů jihoamerického boje za nezávislost na Španělsku.

## Život
Simón Bolívar byl synem šlechtice španělského původu; otec mu zemřel ve věku tří let, matka, když mu bylo dvanáct. Ujal se ho strýc, se kterým se ale Simón pohádal a tři roky po smrti své matky se odstěhoval ke svému učiteli Simónu Rodríguezovi. Roku 1798 vstoupil Bolívar do venezuelské milice jako kadet. Roku 1799 odešel studovat do Španělska. Pokračoval do Francie, kde studoval francouzštinu, vedl rozmařilý život a stal se velkým přívržencem Napoleona Bonaparte. Roku 1802 se vrátil do Španělska, kde se oženil se svou příbuznou Maríí Teresou Rodríguezovou del Toro. Nakrátko se vrátil do vlasti v letech 1803–1804, nedlouho po příjezdu jeho manželka María Teresa zemřela. 2. prosince 1804 se Bolívar zúčastnil Napoleonovy korunovace. O rok později byl přizván mezi Svobodné zednáře. V roce 1805 navštívil Řím, kde se setkal s papežem Piem VII. a německým přírodovědcem Alexandrem von Humboldtem. Do vlasti se definitivně vrátil roku 1807. Zapojil se do hnutí usilujícího o osvobození ze španělské nadvlády. Pro tuto činnost byl vypovězen na svůj statek, takže Venezuelské revoluce se přímo neúčastnil. Když roku 1810 junta v Caracasu prohlásila nezávislost, vyslala Bolívara jako vyjednavače do Anglie. Dne 2. března 1811 zasedal Venezuelský kongres. V roce 1812 se Bolívar účastnil neúspěšného povstání venezuelských republikánů pod vedením Franciska de Mirandy. Po Mirandově kapitulaci pak v Cartageně organizoval ozbrojené síly, které se roku 1813 zmocnily Caracasu; Bolívar získal titul Osvoboditel (El Libertador) – ten mu přiřkla 14. října 1813 Caracaská rada.
V roce 1814 se mu nakrátko podařilo osvobodit i Bogotu, ale následujícího roku po opětovné porážce odešel hledat pomoc na Jamajku, později na Haiti. V roce 1816 se opět vrátil s vojskem a dobyl Angosturu (dnešní Ciudad Bolívar), která se stala sídlem revoluční vlády. Po vítězství u Boyacá v roce 1819 byla velká část Nové Granady osvobozena a začlenila se do Velké Kolumbie (stát na území dnešní Venezuely, Kolumbie, Panamy a Ekvádoru), vytvořené na kongresu v Angostuře. Bolívar bojoval za svůj sen o jednotné Jižní Americe a stal se prezidentem Velké Kolumbie. Další vítězství nad španělskými vojsky v letech 1821 až 1822 upevnila Bolívarovo postavení. Bolívar přispěl k osvobození Peru a roku 1821 byl zvolen jeho prezidentem. Definitivní porážku Španělům zasadil v roce 1824 Bolívar u Junínu a José Antonio de Sucre u Ayacucha. Roku 1825 bylo Horní Peru na jeho počest nazváno Bolívie. Peru Bolívii uznalo a zaslalo jí návrh ústavy. Téhož roku předložil Bolívar svoji demisi na úřad prezidenta, nebyla však přijata. Nicméně jeho plán na vytvoření panamerické federace nebyl 1826 přijat kongresem latinskoamerických států v Panamě.
Velkou Kolumbií zmítaly stále větší rozpory, které Bolívar nebyl s to zvládnout. Ve funkci vrchního vojenského velitele Venezuely potvrdil Josého Antonia Paéze a řekl mu, že má „právo odpovědět na nespravedlnost spravedlností a na zneužití síly odepřením poslušnosti“ Bogotskému kongresu. To se nelíbilo jeho místopředsedovi Santaderovi, Bolívarovu někdejšímu spojenci. V dopise z 16. března se Bolívar se Santaderem definitivně rozešel. V těchto letech dále sílily separatistické sklony ze stran Peru a Bolívie. Proto byl 27. srpna 1828 vydán dekret diktatury, který Bolívarovi přisoudila neomezenou moc. Bolívar zrušil úřad viceprezidenta a Santadera jmenoval velvyslancem ve Spojených státech. Přestože Santader úřad přijal, se svým odjezdem nespěchal, pravděpodobně kvůli chystanému atentátu na Bolívara, do kterého byl zapleten. Atentát se uskutečnil 25. září 1828 a Bolívar z něj vyvázl díky své dlouholeté milence Manuele Sáenzové. Zrádcové byli odsouzeni k smrti, ale Santaderovi byl rozsudek samotným Bolívarem změněn pouze na vyhnanství.
Zklamaný Osvoboditel odstoupil z venezuelského prezidentského úřadu. Za svého nástupce doporučil Sucreho, který však byl krátce na to zavražděn neznámo kým (pravděpodobně ze Santaderova popudu). Navrhl tedy Paéze, přičemž prohlásil, že jestli bude zvolen právě Paéz, dá se mu on – Bolívar – jako voják plně k dispozici. 20. ledna 1830 došlo ke zřízení Kolumbijského kongresu. Bolívar složil funkci kolumbijského prezidenta a dále podporoval Paéze. Zvolen však byl Joaquín Mosquera. Ten Bolívara požádal o podporu své vlády. Bolívar byl sice znechucen, přesto mu pomoc nakonec poskytl, aby zabránil případnému krveprolití. Vyčerpán a zklamán poté odešel do ústraní. Bolívar, nemocný tuberkulózou, zemřel 17. prosince 1830 na statku San Pedro Alejandrino. Krátce před smrtí ještě řešil situaci ohledně nově vznikajícího Ekvádoru.

### Odkaz
Bolívar se dodnes v Jižní Americe těší značné úctě. Svědčí o tom například skutečnost, že jeho rodná země, Venezuela, nese oficiální název República Bolivariana de Venezuela (Bolívarovská Venezuelská republika). Podle Simóna Bolívara se jmenují dvě měny jižní Ameriky – bolivijský boliviano a venezuelský bolívar.

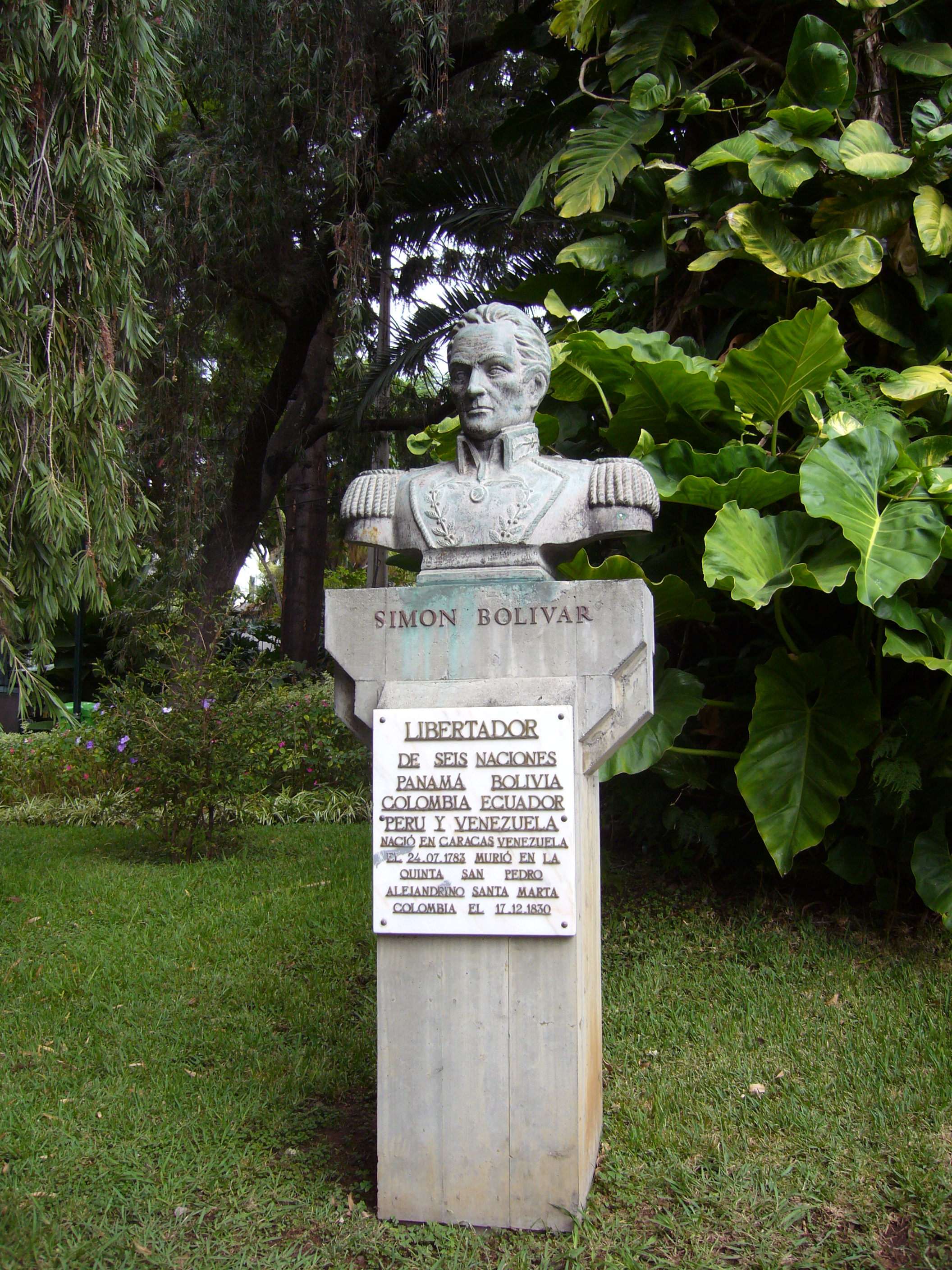
Simón Bolívar - osvoboditel šesti národů. Socha v parku ve Funchalu na Madeiře
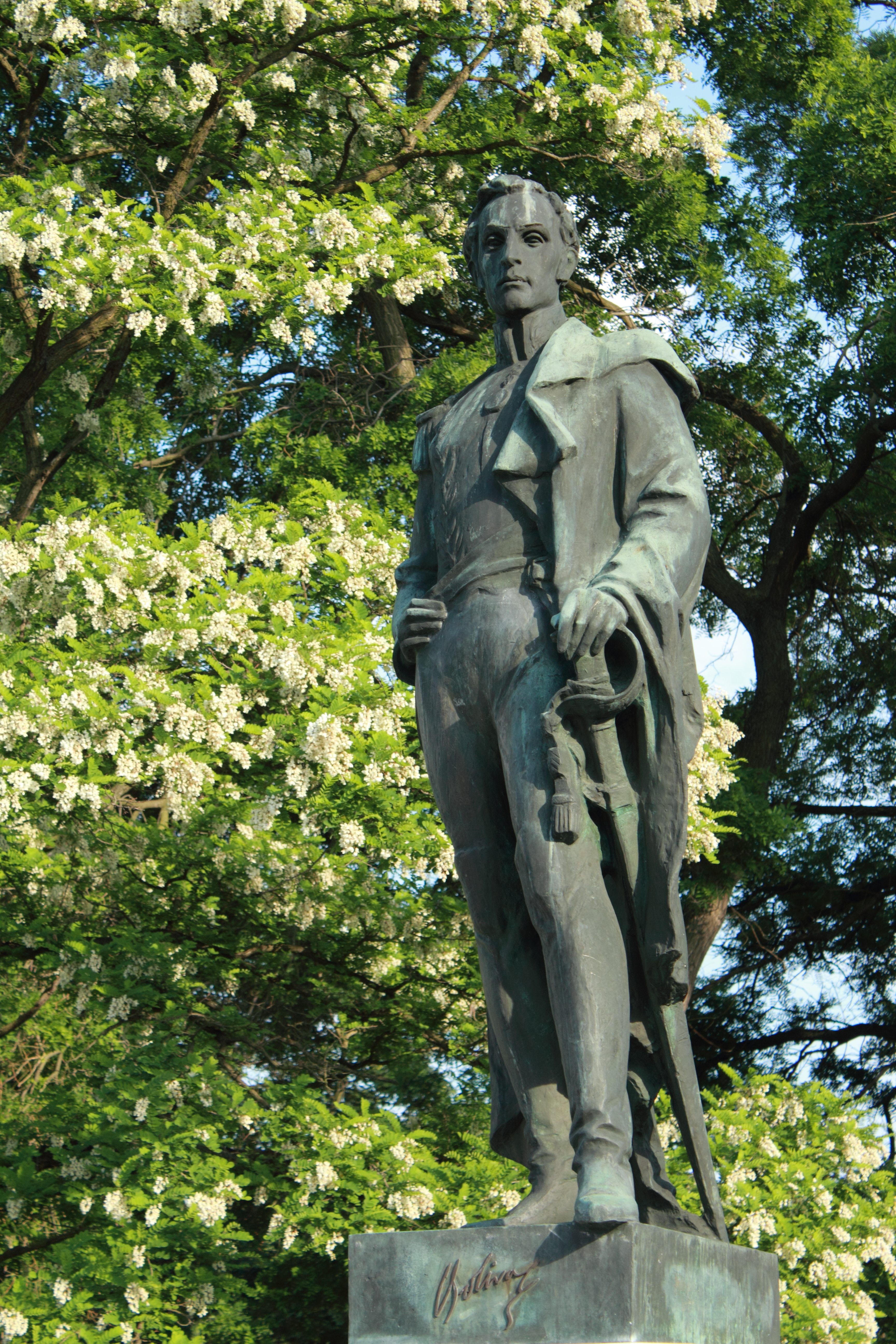
Pomník Simóna Bolívara v Praze-Bubenči